# Kod Aikena
Kod Aikena – kod służący do przesyłania komunikatów cyfrowych. Poszczególne cyfry dziesiętne przedstawione są za pomocą ciągów bitowych o jednakowej długości. Długość słowa kodowego wynosi 4 bity (należy zakodować 10 cyfr dziesiętnych). Wagi kolejnych bitów w kodzie Aikena wynoszą 2421.
| Wartość dziesiętna | Kod Aikena |
| ------------------ | ---------- |
| 0                  | 0000       |
| 1                  | 0001       |
| 2                  | 0010       |
| 3                  | 0011       |
| 4                  | 0100       |
| 5                  | 1011       |
| 6                  | 1100       |
| 7                  | 1101       |
| 8                  | 1110       |
| 9                  | 1111       |